# 第22空軍 (アメリカ軍)
第22空軍(Twenty-Second Air Force)はアメリカ空軍・空軍予備役軍団(AFRC)に属する航空軍の1つ。司令部はジョージア州ドビンス空軍予備役基地に置かれている。航空機動軍団(AMC)に対応する空軍予備役軍団として、空輸関連予備役部隊の統括を行っている。司令官職は少将をもって充てるポストとされている。

## 歴史
創設は1941年。アメリカ陸軍航空隊の航空輸送部隊として組織された。
第二次世界大戦後は軍事航空輸送サービス(MATS)、ついで軍事空輸コマンド(MAC)の所属となり、輸送任務を遂行した。第22空軍に改称されたのは、MACへの編成替えの際である。
1992年に航空機動軍団所属となったが、1993年に空軍予備役軍団に移管された。